# 田村 (平塚市)
田村（たむら）は、神奈川県平塚市に存在する町名。住居表示実施済みであり、1丁目から9丁目まで存在する。2023年9月1日現在の人口は10109人である。

## 概要
平塚市の北の副市街地のような場所であり、田村十字路を中心として国道129号沿いにロードサイドの店舗が出店している。

## 歴史
- 2024年（令和6年）8月30日 - 台風10号接近に伴い集中豪雨。田村七丁目、八丁目、九五丁目に警戒レベル4の避難指示（内水氾濫）が発令[3]。

## 学区
市立小・中学校に通う場合、学区は以下の通りとなる。
| 番地 | 小学校             | 中学校             |
| ---- | ------------------ | ------------------ |
| 全域 | 平塚市立神田小学校 | 平塚市立神田中学校 |

## 周辺の交通
- 域内に鉄道駅はないが、最寄り駅として平塚駅が利用できる。
- 国道129号が域内を通過しており、道路交通が盛んである。
- 神奈川中央交通の路線バスが頻繁に運行されており、平塚駅と本厚木駅を結ぶ路線も通る。また、同社の田村車庫もあり、同車庫発着の路線バスも多い。

## その他

### 日本郵便
- 郵便番号 : 254-0013[1]（集配局 : 平塚郵便局[4]）。